# Rey Chow
Rey Chow, född 1957 i Hongkong, är en amerikansk kulturkritiker. Hon är specialiserad på kinesisk litteratur och film samt postkolonial teori. Chow är professor vid Duke University i Durham i North Carolina.

## Biografi
Chow studerade vid University of Hong Kong och senare vid Stanford University i Palo Alto, där hon år 1986 avlade doktorsexamen i modern idéhistoria och litteratur. I sin forskning inom litteratur, film och kulturpolitik anlägger hon ett etniskt och kulturellt perspektiv. Chow har särskilt kritiserat sinologers sätt att närma sig Kinas språk, kultur och ekonomi.